# Ferdinand Cheval
Ferdinand Cheval, francoski poštar in ljubiteljski stavbenik, * 19. april 1836, Charmes-sur-l'Herbasse, Francija, † avgust 1924, Hauterives.
Znan je po tem, da je trideset let gradil svojo palačo Le Palais idéal (»Idealna palača«) v kraju Hauterives (regija Auvergne-Rona-Alpe). Palača velja za eno najboljših del naivne umetnosti vseh časov, Cheval namreč ni imel ne zidarske ne arhitekturne izobrazbe.

## Izvor
Joseph Ferdinand Cheval, znan tudi kot Poštar Cheval se je rodil v kraju Charmes-sur-l'Herbasse v revni kmečki družini. Pri trinajstih je pustil šolo in se izučil za peka, a postal poštar.
Leta 1858 se je prvič poročil z Rosaline Revol. Imela sta dva sinova, po imenu Victorin Joseph Fernand (1864) in Ferdinand Cyril (1867). Victorin je umrl leta 1865, le leto po svojem rojstvu. Prva žena Rosaline je umrla leta 1873. Pet let pozneje je spoznal in se poročil s Claire-Philomène Richaud. Clairina dota je bila parcela, kjer danes stoji palača. Pozneje istega leta je Claire rodila Alice-Marie-Philomène. Alice je umrla 1894. Alicina smrt je Chevala zelo prizadela, to je bil že drugi njegov mrtvi otrok. Cyril je umrl leta 1912, Claire pa 1914.

## Palais idéal
Cheval je začel graditi aprila 1879, ko je bil star 43 let. Naslednjih 33 let je med svojim poštarskim delom pobiral kamne, iz katerih je pozneje gradil palačo. Prvih dvajset let je gradil zidove. Najprej je nosil kamenje v žepih, zatem v košari in končno v samokolnici. Pogosto je delal ponoči ob oljni svetilki.
Material za palačo so bili večinoma rečni prodniki, tuf in fosili raznih oblik in velikosti. Ornamenti spominjajo na angleški kraljevi paviljon v Brightonu in na Gaudijevo Sagrado Familio. Cheval ni potoval, ni se imel za umetnika, temveč za kmeta. Palača je mešanica raznih vplivov, od hinduizma (Angkor-Vat) do krščanske umetnosti. Zidovi palače so popisani z izjavami kot: "Panteon obskurnega junaka", "Delo enega moža", "Tempelj življenja", "Palača domišljije" itd. Med najbolj domiselnimi se zdi tale: "1879-1912 10.000 dni, 93.000 ur, 33 let truda. Tisti, ki mislijo da bi lahko naredili boljšo, naj kar poskusijo".

## Mavzolej
Cheval je hotel, da je njegova družina pokopana v palači, a je bilo to zaradi francoskih zakonov nemogoče. Še osem let je gradil mavzolej na pokopališču v Hauterivesu. Umrl je avgusta 1924, kakšno leto potem, ko ga je dokončal. Tam je pokopan.

## Priznanje
Malo pred smrtjo je dobil nekaj pohval od umetniških velikanov tistega časa, kot sta bila Breton in Picasso. Nemški umetnik Max Ernst je ustvaril kolaž z naslovom »Poštar Cheval«, navdihnil je tudi nekaj Picassovih del. Leta 2018 je bil po njegovi zgodbi posnet celovečerni film. Od leta 1969 (čas ministra za kulturo Malrauxa) je palača zaščitena kot kulturna dediščina. Chevalova podoba se je tiskala na znamkah. Danes je palača odprta za obiskovalce.

## Galerija
- Palais idéal
- Hindujski tempelj
- Detajl severne fasade
- Motiv švicarske arhitekture